# Qawwali

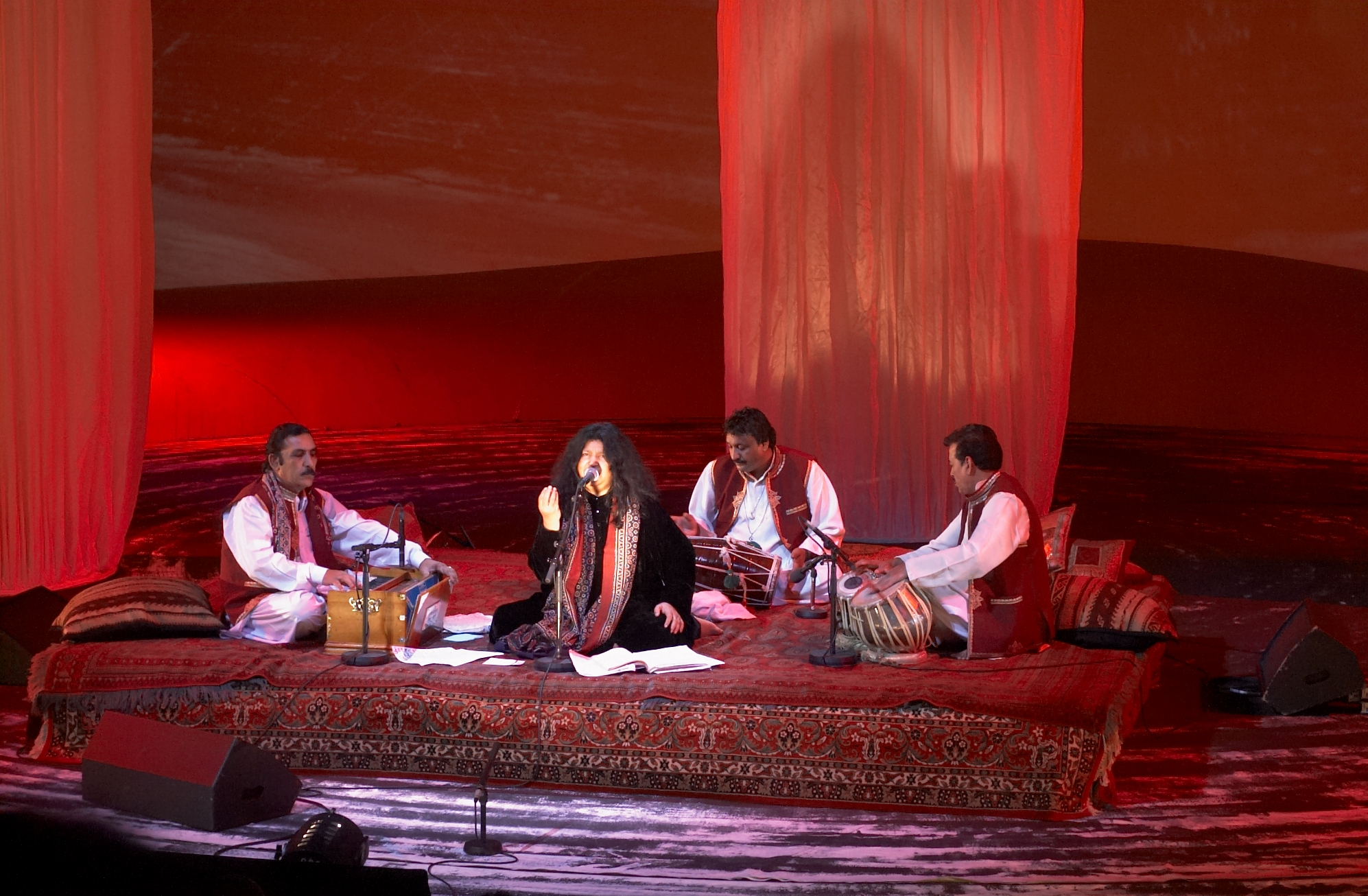
Die Qawwali-Sängerin Abida Parveen, begleitet von Harmonium, dholak (im Hintergrund) und tabla, bei einem Konzert in Oslo, September 2007

Qawwali (gesprochen: Kauáli, von arabisch قوّالي, DMG Qawwālī ‚der das Wort Verbreitende‘) ist ein zum Sufismus gehörender devotionaler Gesangsstil, dessen Heimat in der ehemaligen Provinz Punjab im heutigen Pakistan und Nordindien liegt. Der Stil geht auf persische qaul-Gesänge zurück (arabisch قول, DMG qaul ‚Wort, Gesagtes‘ bzw. قول الله, DMG qaul Allāh ‚Wort Gottes‘, eine der Bezeichnungen des Korans), die Sufi-Prediger Ende des 10. bzw. Anfang des 11. Jahrhunderts nach Indien brachten. Muinuddin Chishti (1141–1230) aus Ajmer trug wesentlich zur Verbreitung des Qawwali bei. Traditionell finden die Aufführungen an Sufi-Schreinen zu Ehren eines Heiligen statt. International wurde Nusrat Fateh Ali Khan mit seinem von westlicher Populärmusik beeinflussten Stil zum bekanntesten Qawwali-Sänger (qawwāl).

## Herkunft und Verbreitung
Der Qawwali ist tief verwurzelt im Sufismus, der islamischen Mystik, deren Zentrum die Annäherung an Gott durch verschiedene Techniken ist, unter anderem jener der Ekstase. Die ekstatische Qualität des Mediums Musik wurde bereits im 8. Jahrhundert im Irak mit dem Vortrag des Koran verknüpft, um 1300 wird der Qawwali am Hofe des nordindischen Delhi-Sultanats von Amir Chosrau eingeführt, ein Ereignis, das bis heute als die „Geburt“ des Qawwali gilt.
Qawwali ist von der nordindischen klassischen Musik beeinflusst. Ab den 1960er Jahren adaptierte er zunehmend Einflüsse der Populärmusik, anfangs durch die Integration von Elementen indischer Volksmusik, später aber, mit dem Erfolg von Nusrat Fateh Ali Khan, auch aus westlichen Musikformen wie Pop, Rock und Dub. In Sufikreisen sind diese Varianten sehr umstritten; viele Sufis versagen diesen Crossovern die Anerkennung als Musik der Hingabe. Die Sabri Brothers, Vertreter einer traditionellen Linie, sagten dazu „Das ist gut. Die Menschen nehmen verschiedene Wege zum Qawwali. Aber der echte, orthodoxe Qawwali würde nicht mögen was da geschieht.“ ihre Pressesprecherin erklärte „Diese poppigen Sounds bedeuten einfach, daß sich viele Sufis das nicht anhören werden.“
Andere Formen der mystischen Sufi-Musik in Pakistan sind der auf der Volksmusik basierende Stil Kafi, bei dem sich der Sänger auf einer ein- oder zweisaitigen Zupflaute ektara und einer Holzklapper begleitet, und das Way. Bei diesen an den Dichter Shah Abdul Latif gerichteten Liedern schlagen fünf bis sechs Sänger auf der Langhalslaute tanburo einen begleitenden Rhythmus.

## Aufführungspraxis
Das Instrumentarium ist seit dem 18. Jahrhundert weitgehend gleich geblieben: rhythmisches Händeklatschen, einstimmiger oder homophoner Gesang, Trommeln (tabla und dholak) und als melodische Ergänzung im 19. Jahrhundert das von englischen Missionaren eingeführte Harmonium. In den 1930er Jahren kam die Tastenzither bulbultarang als begleitendes Melodieinstrument im populären Qawwali hinzu. Praktiziert wird der Qawwali meist an Gedenktagen sufischer Heiliger. Die einzelnen Gesänge sind nicht streng durchkomponiert, sondern Improvisationen, dauern annähernd 30 Minuten und verwenden als Grundlage klassische Sufi-Texte, zumeist Gedichte, anhand derer sie sich in drei verschiedene Formen einteilen lassen:

## Formen

### Ghazal
Ghazal ist eine Liedform in Versen, deren Inhalt immer die Liebe zu Gott ist, auch wenn sie sich auf einer äußerlichen Ebene an ein menschliches Gegenüber richten.

### Tarana
Tarana (von persisch ترانه, DMG tarāna, ‚Lied, Melodie‘) gehören zur nordindischen klassischen Musik. Es sind teilweise schnelle, rhythmische Gesänge, deren Text nur aus Silben besteht, vergleichbar mit dem Scatgesang im Jazz. Taranas dienen meist als Intermezzo innerhalb eines Stückes.

### Hamd
Ein Konzert wird üblicherweise mit einem Hamd eröffnet, einem Lobpreis an Gott.

### Na’at
Naat (von arabisch نعت, DMG na‘t ‚Beschreibung‘) ist eine Hymne an den Propheten Mohammed, vergleichbar dem hinduistischen Gegenstück Bhajan.

## Musiker
- Abida Parveen
- Aziz Mian
- Bakhshi Javed Salamat Ali
- Jafar Husayn Khan
- Nusrat Fateh Ali Khan
- Rizwan-Muazzam Qawwali Group
- Sabri Brothers
- Sindhi Music Ensemble